# أنطونيو أغيلار
أنطونيو أغيلار بارازا (بالإسبانية: Antonio Aguilar) مغني وممثل ومؤلف أغاني، وفارس، ومنتج أفلام، وكاتب سيناريوهات مكسيكي. خلال مسيرته المهنية، سجل أكثر من 150 ألبومًا، وبيع منها حوالي 25 مليون نسخة، ومثل في أكثر من 120 فيلمًا. وقد حصل على اللقب الشرفي "El Charro de México" (ومعناها فارس المكسيك) وذلك لأنه يرجع إليه الفضل في انتشار رياضة الفروسية المكسيكية بين دول العالم.
بدأ أغيلار مسيرته المهنية في محطة الإذاعة المكسيكية XEW في عام 1950. وفي نفس العام، وقع عقدًا مع الشركة المكسيكية المستقلة (Musart Records) ومن ثم أصبح واحدًا من أفضل الفنانين مبيعا لدى الشركة. بعد ذلك بدأ مشواره التمثيلي مع (Pedro Infante) في المسلسل الدرامي (Un rincón cerca del cielo) (1952). وبعد قيامه بدور الرجل الشهم في العديد من الأفلام، حقق شعبية كبيرة كنجم سينمائي من خلال أدائه دور رجل قانون يسمى ماوريسيو روزاليس في سلسلة مكونة من سبعة أفلام في منتصف 1950s. وبعد ذلك ازدادت نجاحاته وجولاته في جميع أنحاء أمريكا اللاتينية وكذلك البوماته، والتي شملت الأغاني الشعبية المكسيكية (rancheras) والاغاني الراقصة (corridos) وهي ليس اغاني رومانسية بطيئة كما هو معروف في الولايات المتحدة الحديثة، ولكنها عبارة عن أغنية تحكي قصة معينة مثل أغنية ألامو الخاصة بمارتي روبنز.
خلال فترة الستينات، ركز أغيلار على إنتاج الأفلام التي تتحدث عن الثورة المكسيكية. وفي عام 1970، حصل على جائزة ACE اللاتينية كأفضل ممثل لاداءه شخصية Emiliano Zapata في الفيلم الملحمي الذي يحمل نفس الاسم عام 1970. كما مثل دور بانشو فيا (Pancho Villa) مرتين في السينما. في عام 1997، تم منح أغيلار جائزة Golden Ariel «لمساهمته التي لا تقدر بثمن في الارتقاء بمستوى السينما المكسيكية». وحتى هذا اليوم، يعتبر هو الفنان الاسباني الوحيد الذي تم بيع تذاكر أفلامه في ماديسون سكوير جاردن في مدينة نيويورك لمدة ست ليال متتالية في عام 1997.

## روابط خارجية
- أنطونيو أغيلار على موقع IMDb (الإنجليزية)
- أنطونيو أغيلار على موقع روتن توميتوز (الإنجليزية)
- أنطونيو أغيلار على موقع ألو سيني (الفرنسية)
- أنطونيو أغيلار على موقع ميوزك برينز (الإنجليزية)
- أنطونيو أغيلار على موقع أول موفي (الإنجليزية)
- أنطونيو أغيلار على موقع أول ميوزيك (الإنجليزية)
- أنطونيو أغيلار على موقع ديسكوغز (الإنجليزية)
- أنطونيو أغيلار على موقع ديسكوغز (الإنجليزية)
- أنطونيو أغيلار على موقع قاعدة بيانات الفيلم (الإنجليزية)
- أنطونيو أغيلار على موقع كينوبويسك (الروسية)